# Ovesholmssjön
Ovesholmssjön är en sjö vid Ovesholms slott i Kristianstads kommun i Skåne och ingår i Helge ås huvudavrinningsområde. Sjön har en area på 0,0377 kvadratkilometer och ligger 58,1 meter över havet. Sjön avvattnas av vattendraget Ryabäcken.

## Delavrinningsområde
Ovesholmssjön ingår i det delavrinningsområde (620795-138658) som SMHI kallar för Mynnar i Vramsån. Medelhöjden är 62 meter över havet och ytan är 42,26 kvadratkilometer. Det finns inga avrinningsområden uppströms utan avrinningsområdet är högsta punkten. Ryabäcken som avvattnar avrinningsområdet har biflödesordning 3, vilket innebär att vattnet flödar genom totalt 3 vattendrag innan det når havet efter 26 kilometer. Avrinningsområdet består mestadels av skog (39 %), öppen mark (12 %) och jordbruk (46 %). Avrinningsområdet har 0,04 kvadratkilometer vattenytor vilket ger det en sjöprocent på 0,1 %. Bebyggelsen i området täcker en yta av 0,74 kvadratkilometer eller 2 % av avrinningsområdet.